# Buguey
Buguey è una municipalità di quarta classe delle Filippine, situata nella Provincia di Cagayan, nella Regione della Valle di Cagayan.
Buguey è formata da 30 baranggay:
- Alucao Weste (San Lorenzo)
- Antiporda
- Ballang
- Balza
- Cabaritan
- Calamegatan
- Centro (Pob.)
- Centro West
- Dalaya
- Fula
- Leron
- Maddalero
- Mala Este
- Mala Weste
- Minanga Este

- Minanga Weste
- Paddaya Este
- Paddaya Weste
- Pattao
- Quinawegan
- Remebella
- San Isidro
- San Juan
- San Vicente
- Santa Isabel
- Santa Maria
- Tabbac
- Villa Cielo
- Villa Gracia
- Villa Leonora